# Ophiusa costiplaga
Ophiusa costiplaga là một loài bướm đêm thuộc họ Erebidae. Chúng được tìm thấy ở Kei, New Guinea và bờ biển của Bắc Úc của Úc.